# Parking Vélos Île-de-France Mobilités

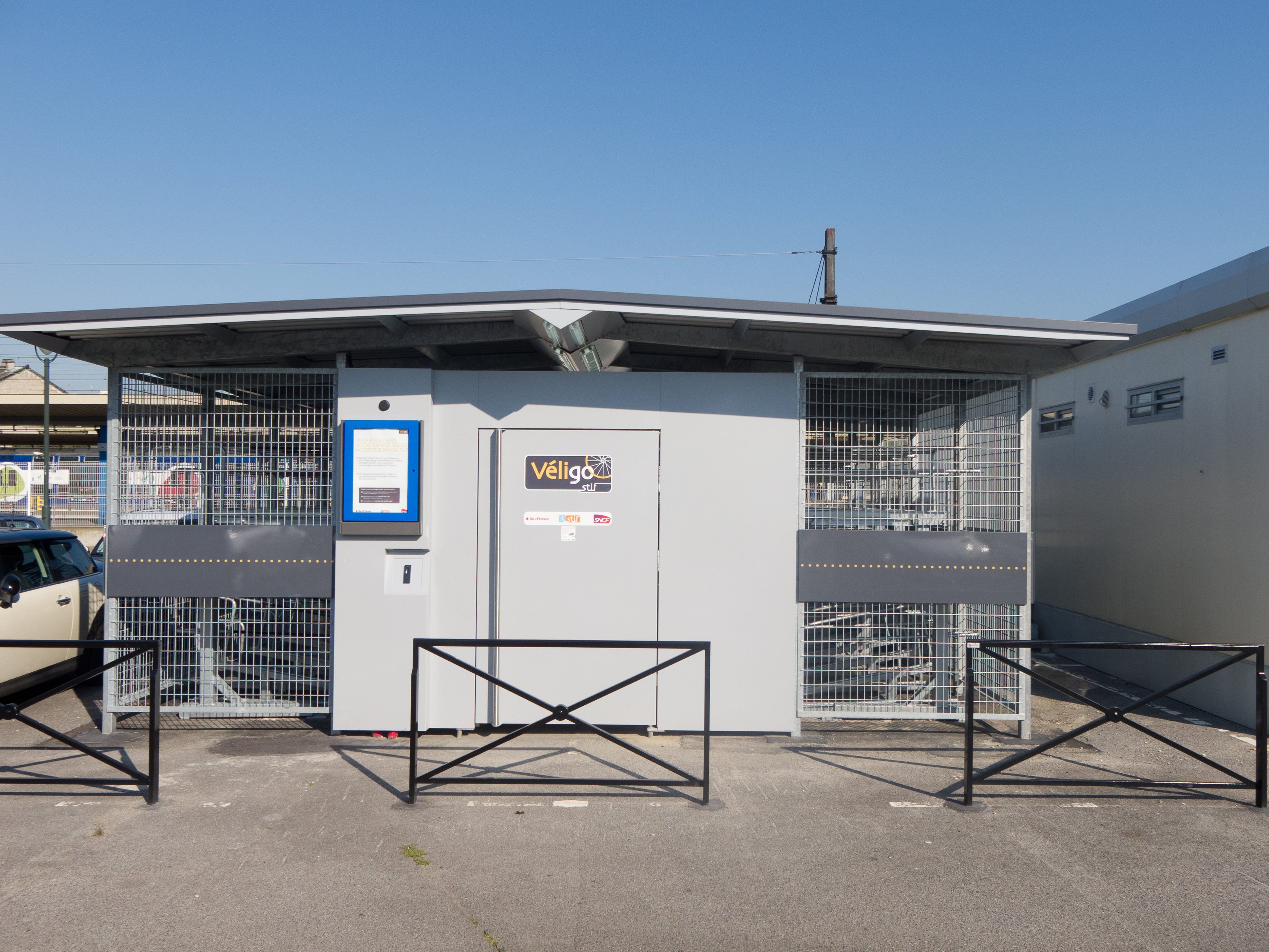
L'abri Véligo de la gare de Corbeil-Essonnes.

Parking Vélos Île-de-France Mobilités, anciennement dénommé Véligo Station désigne à la fois un service d'abri sécurisé fermé pour vélos, sous forme de consignes collectives, accessible aux possesseurs d'une carte Navigo, disponible dans les gares de la région Île-de-France, et des espaces de stationnement sous abri ouvert, dans les arrêts de bus, stations de métros, et gares de la région, 
Le déploiement du dispositif est coordonné par Île-de-France Mobilités. Début 2022, le réseau Véligo offre 8 950 places en Île-de-France, loin de l’objectif annoncé en 2018 de 20 000 places d'ici 2021.
Pour les consignes en gares, le service est assuré par SNCF Transilien, qui en a délégué la gestion à Kisio Service, filiale du Groupe SNCF.
Le déploiement des nouvelles consignes est financé à 70% par Île-de-France Mobilités et à 30% par la SNCF, bien que pour la consigne installée sur le parvis de la gare de Paris-Est le financement indiqué est à hauteur de 75% par IDFM et 25% par la SNCF.
En septembre 2019, est créé le service Véligo Location, une location longue durée de vélo à assistance électrique.

## Présentation
Les abris et consignes ont une capacité de 5 à 398 places. Ils sont équipées d'arceaux permettant d'accrocher le cadre et les roues des vélos. Les consignes sont accessibles uniquement sur réservation préalable aux détenteurs d'une carte Navigo, moyennant un abonnement allant de 4 € par jour à de 30 € par an. Les titulaires d'un abonnement Navigo annuel ou Imagine R bénéficient progressivement depuis avril 2022 de la gratuité de leur abonnement dans une station de leur choix.
Les consignes sur le territoire de la communauté d'agglomération Paris - Vallée de la Marne ne sont qu'à 12 € par an : gares de Torcy, Lognes, Noisiel, Émerainville - Pontault-Combault, Noisy - Champs, Roissy-en-Brie.
Le service est amené à se développer, avec un objectif de 55 000 places en 2025, et 140 000 places en 2030.

### Galerie de photographies

Sélection de vues d'abris Véligo Station
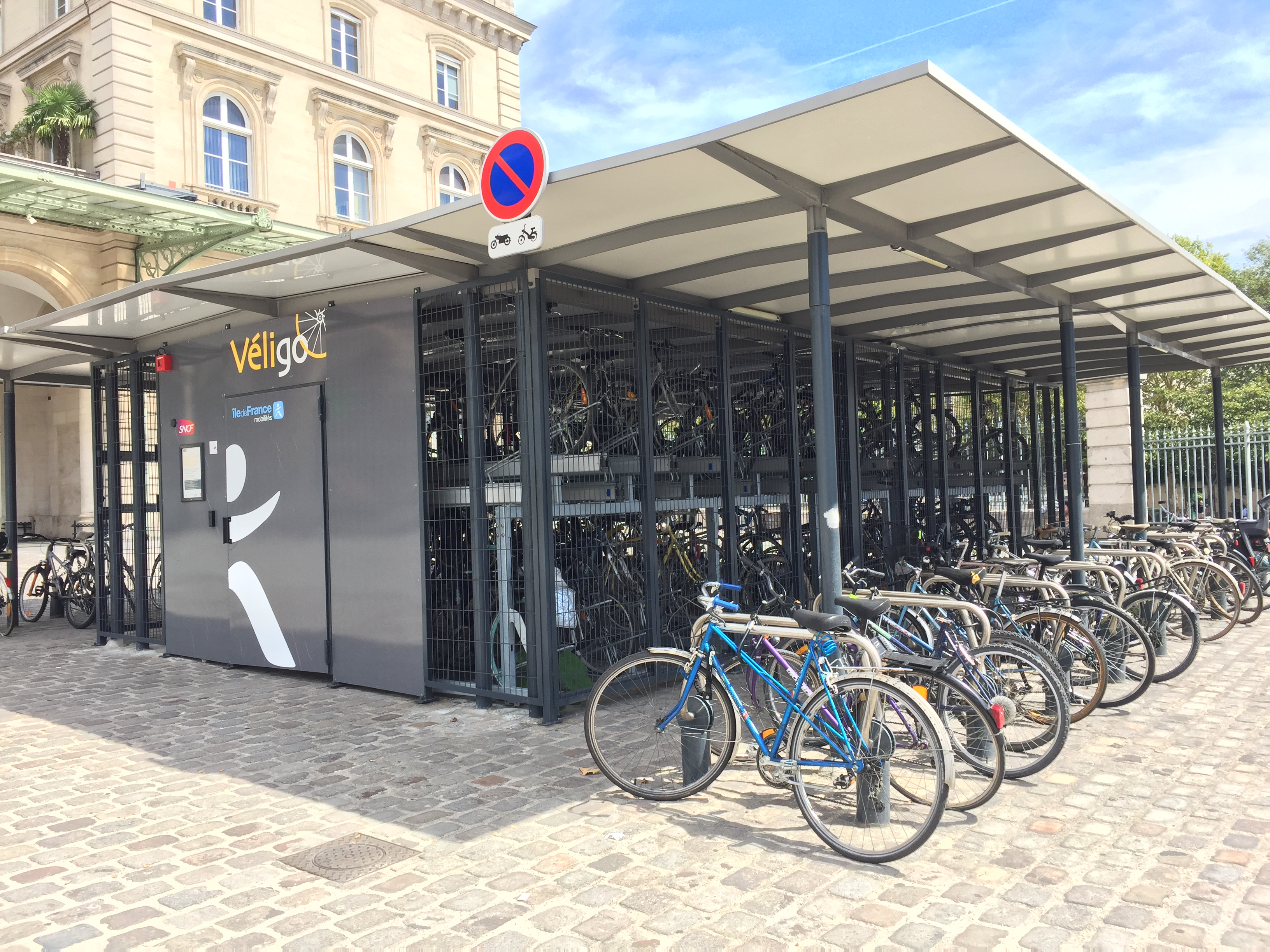
Consigne de la gare de Paris-Est.
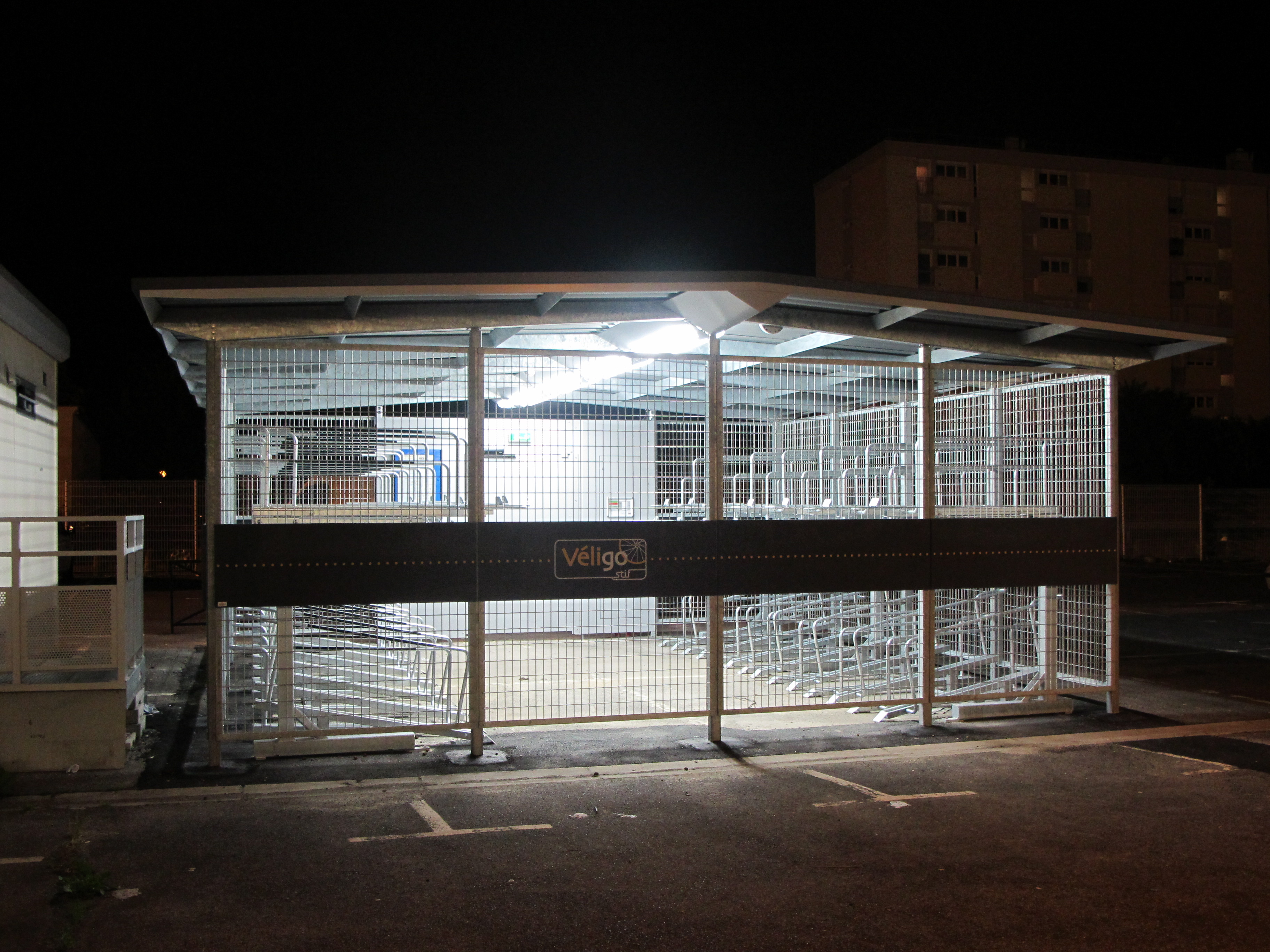
Façade arrière d'un abri Véligo, vue de nuit.
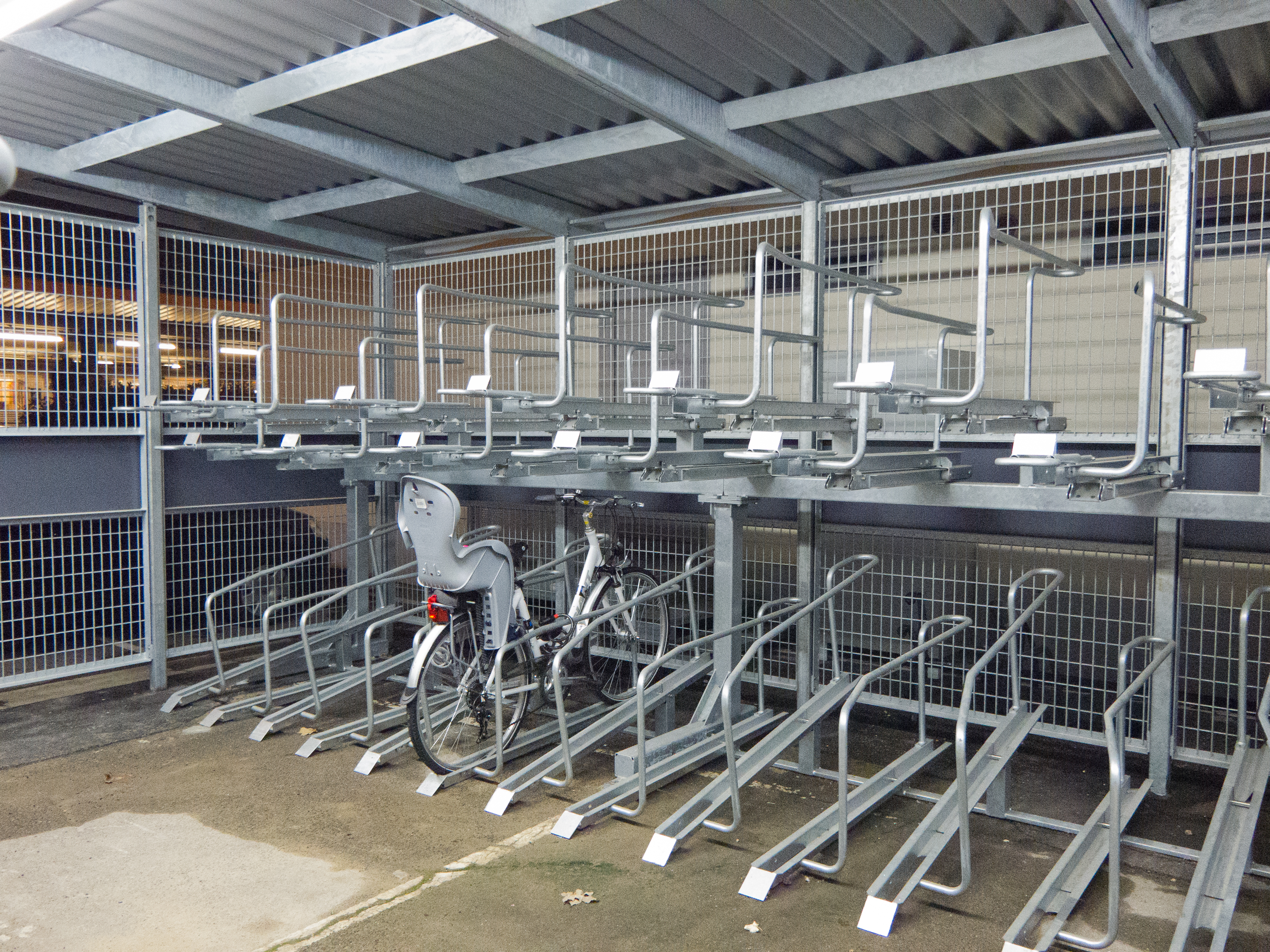
Intérieur d'un abri Véligo.

## Véligo Location

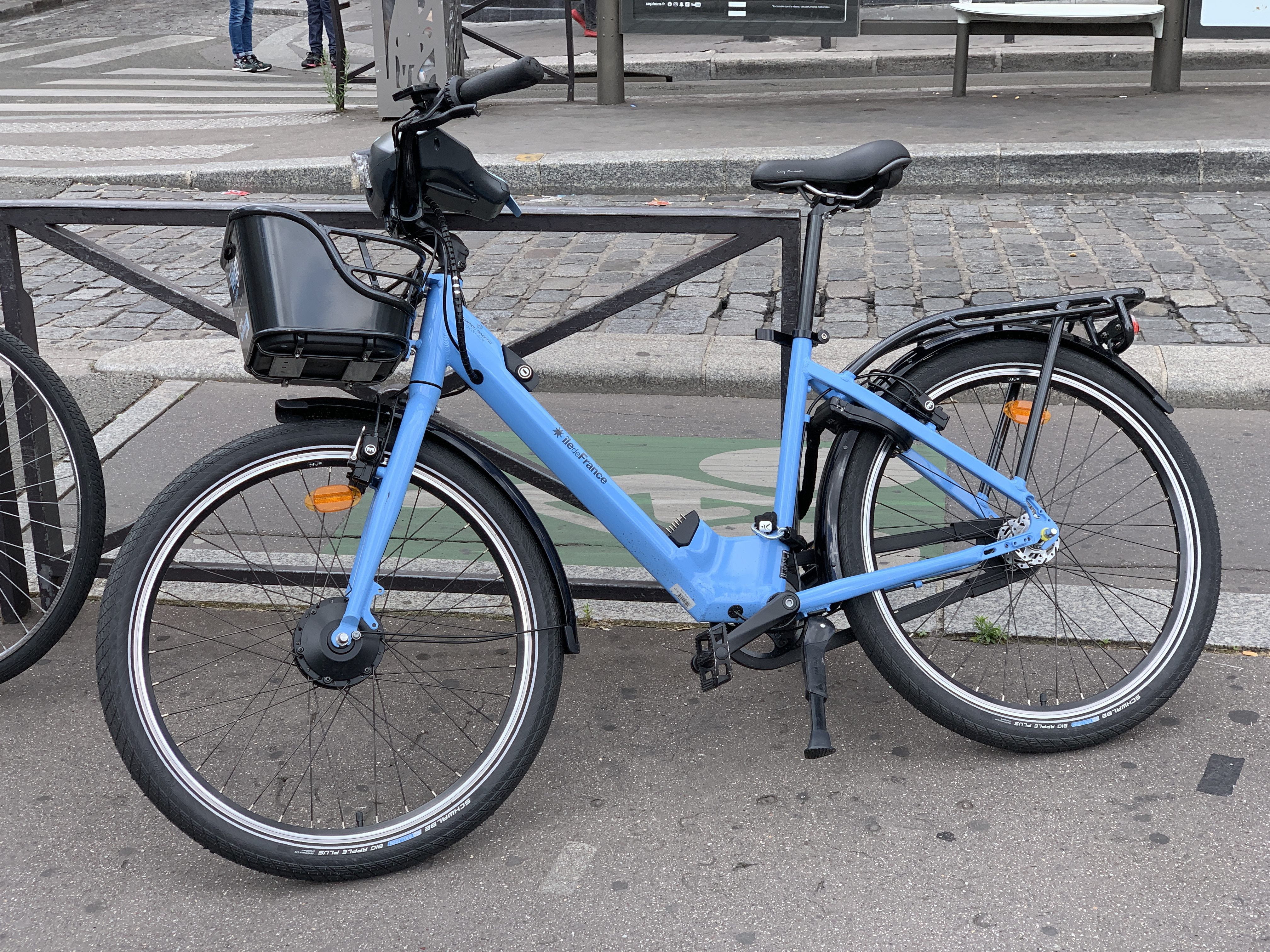
Un vélo Véligo Location.

Présenté par Île-de-France Mobilités dans un communiqué de presse du 21 décembre 2018, Véligo Location est un service de location longue durée de vélo à assistance électrique lancé en septembre 2019 par Île-de-France Mobilités et géré par Fluow, un opérateur réunissant La Poste, Transdev, Vélogik pour la partie entretien et Cyclassur pour la partie assurance facultative. Le prix de location de 40 euros par mois, pour un engagement de six mois, inclut les frais d'entretien, le locataire devant se charger d’entreposer le véhicule chez lui et de recharger la batterie, qui offre une autonomie de 70 kilomètres.
En juin 2020, les 10 000 vélos prévus pour la phase de démarrage sont tous loués, et une liste d'attente est mise en place.